# Le Plus Bel Ami de l'homme
Pour plus de détails, voir Fiche technique et Distribution.
Le Plus Bel Ami de l'homme est un film documentaire français réalisé par Frédéric Fougea, sorti en 2018 et diffusé sur France 2.
Ce documentaire explore le lien qui unit l'homme et le chien depuis plus de 20 000 ans,.

## Fiche technique
- Titre original : Le Plus Bel Ami de l'homme
- Titre international : Man's First Friend
- Réalisation : Frédéric Fougea
- Raconté par : Frédéric Lopez
- Écrit et réalisé avec : Raphaël Aupy, Antonin Boutinard Rouelle, Mathieu Giombini, Laurent Herbiet, Mirabelle Kirkland, James Newton, Hamid Sardar, Catherine Sauvat
- Direction scientifique : Patrick Pageat
- Production exécutive : Ingrid Libercier et Balthazar De Ganay
- Sociétés de production : Boréales & Winds; France Télévisions (participation) ; SOFICA Cinémage 12, Indéfilms 6, Palatine Etoile 15 (en association avec)
- Société de distribution : Paname Distribution
- Pays d'origine : France
- Langues originales : français
- Genre : documentaire
- Durée : 90 minutes
- Date de sortie : France : 2018

## Tournage
C'est Frédéric Lopez qui a prêté sa voix pour raconter le documentaire. 
Ce documentaire a nécessité plus de 2 ans de recherche et d'écriture et 1 an de tournage. Plusieurs scientifiques ont travaillé sur le projet, dont un directeur scientifique et 10 hommes de science spécialistes du sujet.  
Fréderic Fougea a tourné dans plus de 15 pays dont la France, la Grande-Bretagne, le Canada,
le Kenya, le Cambodge, la Mongolie, la Hongrie ou encore l’Inde pour réaliser ce documentaire.